# Col Attakwaskloof
Le col Attakwaskloof (parfois Attaquaskloof ou Old ox-wagon route) est un col de montagne situé sur la route entre Mossel Bay et Oudtshoorn dans la province du Cap-Occidental en Afrique du Sud. 
Les monts Outeniqua sont également traversés par le col Robinson, le col Montagu et le col Outeniqua.